# BMW HP2 Sport

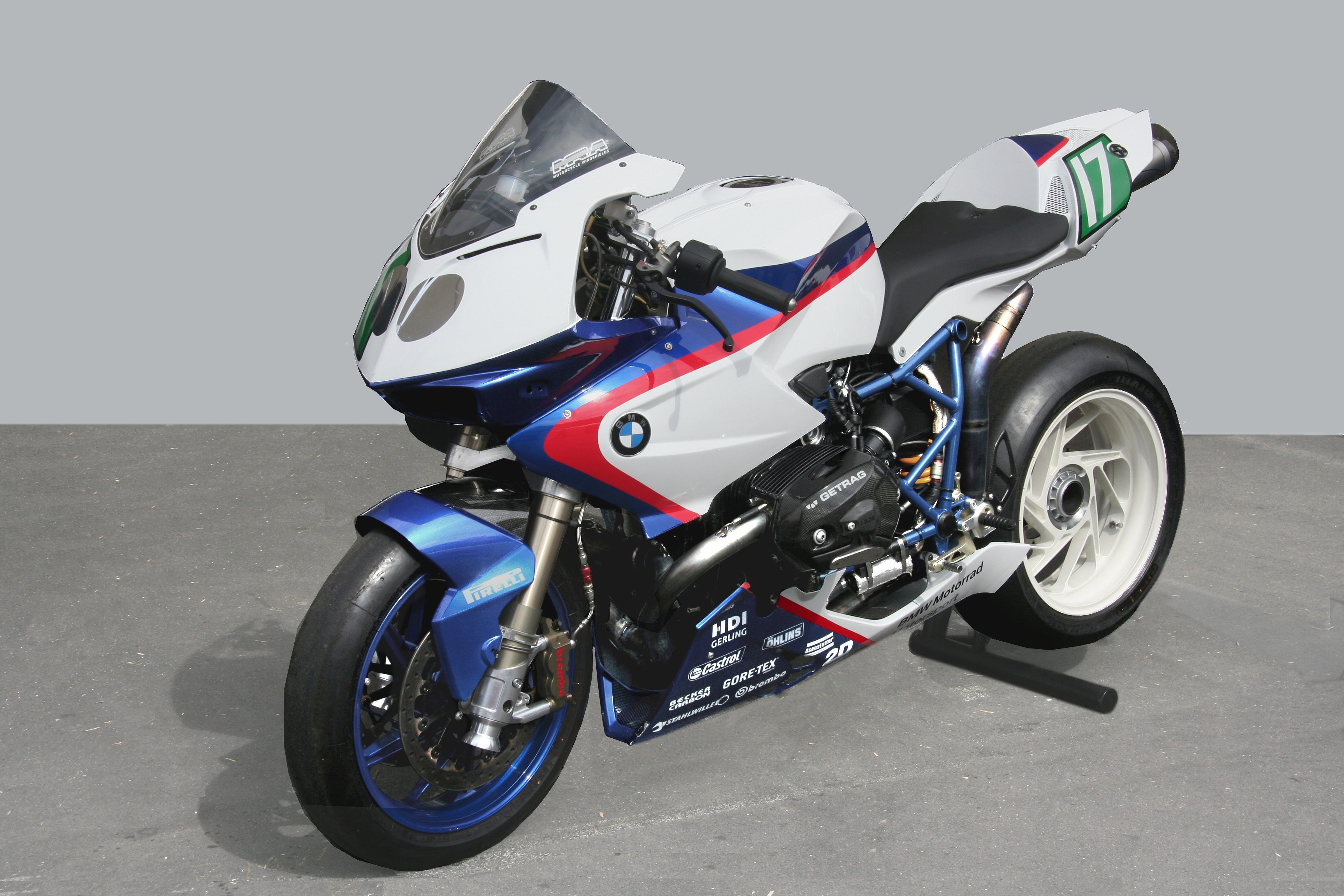
BMW HP2 Sport

Die BMW HP2 Sport ist ein vollverkleidetes Motorrad des deutschen Fahrzeugherstellers BMW. Der Supersportler wurde am 28. September 2007 auf der internationalen Motorrad- und Zweiradmesse „Mondial Du Deux Roues“ in Paris vorgestellt, kam im März 2008 mit einem Kaufpreis von 22.515 Euro auf den Markt und basiert auf dem Sportboxer BMW R 1200 S. Von Januar 2007 bis April 2010 wurden insgesamt 2259 Einheiten im BMW-Werk Berlin in Spandau hergestellt, davon wurden 575 in Deutschland verkauft.

## Konzeption
Das Motorrad war die dritte und letzte Maschine der BMW HP2-Baureihe mit dem leistungsgesteigerten luft-/ölgekühlten Boxermotor. Die Modellbezeichnung HP2 steht für High Performance (deutsch Hochleistung), die Baureihe hat den Werkscode K29HP und die Fahrzeug-Identifizierungsnummer (FIN) lautet 0458.

## Geschichte
BMW-Motorradchef Herbert Diess formulierte im Frühjahr 2004 den Projektauftrag, das Markenimage von BMW-Motorrad zu dynamisieren. Da eine Neukonstruktion wegen mangelndem Budget nicht in Frage kam, entwickelten Gerhard Lindner als Produktmanager für sportliche Fahrzeuge und Rainer Bäumel in seiner Funktion als Projektleiter in der Boxerbaureihe den Plan, den „geilsten Boxer aller Zeiten zu bauen“. Ausgangspunkt der Entwicklung war die 213 kg schwere BMW R 1200 S. Davon ausgehend wurde das Leergewicht des neuen Modells durch Leichtbauweise auf unter 200 kg gesenkt. In die Entwicklung flossen auch Erfahrungen ein, die das Team BMW Motorrad Motorsport bei Rennen in der Langstrecken-Weltmeisterschaft 2007 gemacht hatte.
Entworfen wurde das Motorrad von Ola Stenegard. Nach Aussage des BMW-Projektleiters Josef Maechler war Ducati „Vorbild und Konkurrent“ der HP2 Sport. Konkurrierende Race Replikas mit einem Leergewicht von unter 200 kg waren die Kawasaki Ninja ZX-10R und die Honda Fireblade (SC 59).

## Konstruktion

### Antrieb
Neben einer geänderten Verkleidung ist der Hauptunterschied zur R 1200 S der stark überarbeitete und leistungsgesteigerte Boxer-Motor mit je zwei obenliegenden Nockenwellen pro Zylinderkopf (DOHC) und vier radial angeordneten Ventilen, der 98 kW (133 PS) leistet. Der Motor der HP2 hat größere Ventildurchmesser, gefräste Einlasstrakte, leichtere Schmiedekolben und hochfeste Pleuel. Jede Nockenwelle steuert jeweils über Schlepphebel ein Einlass- und ein Auslassventil an. Durch diese konstruktiven Änderungen konnte die Höchstdrehzahl von 8800 auf 9500/min angehoben werden.
Das Motorrad beschleunigt in 3,1 Sekunden von 0 auf 100 km/h und erreicht eine Höchstgeschwindigkeit von 260 km/h. Nach den luft-/ölgekühlten Modellen der Suzuki GSX-R-Baureihe war die HP2 Sport das leistungsstärkste luft-/ölgekühlte Serien-Motorrad.

### Fahrwerk
Durch konsequenten Leichtbau konnte das Leergewicht (nach DIN) auf fahrfertig 199 kg reduziert werden. Die selbsttragende Frontverkleidung, das Heck und Zylinderkopfhauben sind aus Kohlenstofffaserverbundwerkstoff, der Auspuff ist aus Edelstahl. Gabelbrücke, Fußrasten und Lenkerstummel sind aus dem Vollen gefräst. Der Lenkkopfwinkel beträgt 66 Grad, der Nachlauf 86 mm. Ein Schaltautomat leitet innerhalb von Millisekunden beim Raufschalten die Gaswegnahme ein und ermöglicht so ein Schalten, ohne die Kupplung zu betätigen. Die aus Edelstahl gefertigte Zwei-in-eins-Auspuffanlage befindet sich unter der Ölwanne, der Schalldämpfer unter dem Heck. Durch diese mittige Anordnung konnte die Schräglagenfreiheit vergrößert werden. Der Kraftstofftank fasst 16 Liter, davon sind vier Liter Reserve. Das Motorrad ist nur für den Transport von einer Person zugelassen und war ausschließlich in alpinweiß erhältlich.

## Rezensionen
Das Motorrad gewann 2009 den Designpreis der Bundesrepublik Deutschland in Silber in der Kategorie Motorrad mit der Begründung, die HP2 Sport „überzeugt durch ein Design, das aus der Funktion und dem ureigensten Zwecks des Motorrads entspringt.“ Sebastian Lang behauptet, dass „BMW mit großer Mühe und viel Detailverliebtheit ein Sportmotorrad erschuf, das mit Telelever und Boxer-Motor auf einer eigentlich sportuntauglichen Basis steht.“

„Schlanke 199 Kilogramm vollgetankt wiegt die sportlichste Boxer-Maschine, die BMW jemals in Serie gebaut hat – weniger geht nicht, so lange die HP2 Sport auch tauglich für eine Straßenzulassung sein soll. Kein Wunder, dass das Handling tadellos ist.“

„Was die BMW nicht mag: Gas-zu-Gas-wieder-auf. In Schräglage treten dann Lastwechselreaktionen auf. Ist halt ein massiger Antriebsstrang via Kardan, der da werkelt. Und trotz Momentabstützung können hohe ungefederte Massen schon mal trampelig werden. Also besser nach Altväter Sitte fahren: Gas wegnehmen, bremsen und schalten bereits vor dem Kurveneingang erledigen. Auf Gasbefehle aus dem Schiebebetrieb heraus folgt oft ein übles Sprotzeln und Verschlucken, dann verzögerte Gasannahme. Ärgerlich vor allem im Stadtverkehr und bei Passabfahrten. Dafür ist der Sportler offenbar nicht gemacht.“

“While the HP2 doesn’t produce anywhere near as much power as today’s superbikes, it is a fact that once the German bike latches onto a FireBlade on the open roads, the Blade will not get away. BMW didn’t call it the HP2 Sport for nothing. Find it hard to believe that BMW could make a thoroughbred sportsbike out of an engine and chassis design we all thought was best suited to tourers and sport-tourers? So did we. But we should all stand corrected. Of course, you can make a decent sportsbike out of nearly anything with money.”

„Obwohl die HP2 nicht mal annähernd so viel Leistung erzeugt wie aktuelle Superbikes, ist es eine Tatsache dass, sobald das deutsche Motorrad auf offener Straße auf eine FireBlade trifft, die Blade nicht davonkommt. BMW bezeichnet sie nicht umsonst als HP2 Sport. Findest Du es schwierig zu glauben, dass BMW ein reinrassiges Sportsbike aus einem Chassis und einem Motor entwickeln kann, von dem wir alle glaubten, dass es am besten zu Tourerm und Sporttourern passt? So erging es auch uns. Doch wir sollten uns alle korrigieren. Mit ausreichend Geld kann man ein ordentliches Sportbike aus nahezu allem machen.“